# Truso
|  | Dieser Artikel oder Abschnitt wurde wegen inhaltlicher Mängel auf der Qualitätssicherungsseite des Projekts Germanen eingetragen. Dies geschieht, um die Qualität der Artikel aus diesem Themengebiet auf ein akzeptables Niveau zu bringen. Bitte hilf mit, die Mängel dieses Artikels zu beseitigen, und beteilige dich an der Diskussion! |

Koordinaten: 54° 4′ 0″ N, 19° 27′ 0″ O

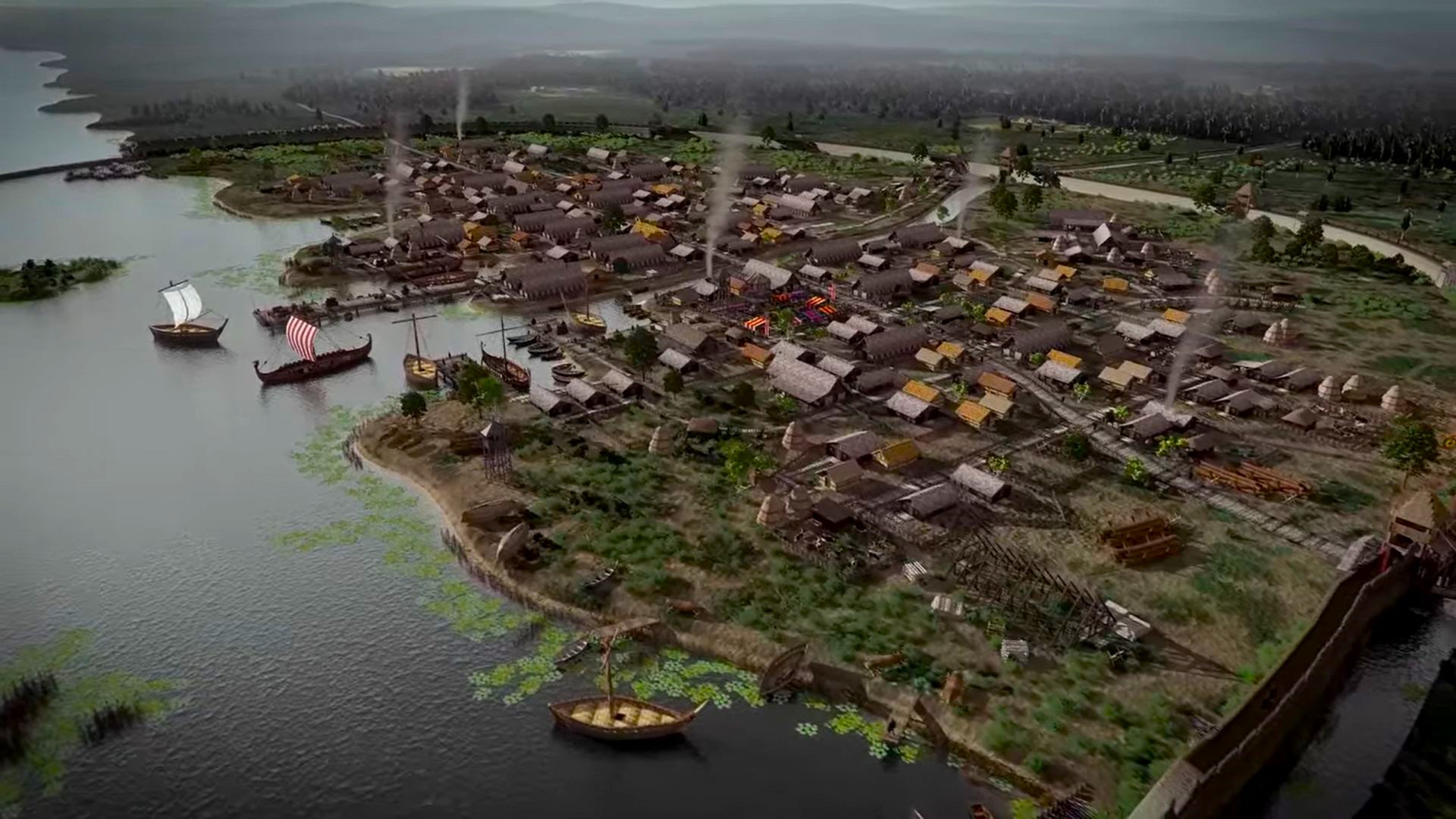
Animation des rekonstruierten Truso vom Museum für Geschichte und Archäologie Elbląg mit künstlichem Hafen, Siedlung, Befestigung und Flussgraben.

Truso, auch als Atlantis des Nordens bezeichnet, war im 9. Jahrhundert ein altpreußischer Ort im Weichseldelta am Frischen Haff bzw. der Ostsee. Er lag unweit der Stelle, an der der Weichselarm Nogat in eine Bucht des Frischen Haffs mündete. Die Bucht entspricht dem heutigen Drausensee (poln. Druzno, prußisch Drusin), der durch Verlandung vom Haff getrennt wurde.
Der Name der Bucht wurde später auf den entstandenen See sowie auf den Handelsplatz Druso übertragen („Truso“ in der Aussprache Wulfstans). Um 890 unternahm Wulfstan, wie er berichtet, im Dienste von König Alfred dem Großen von Haithabu (im heutigen nördlichen Schleswig-Holstein bei Schleswig) aus eine Schiffsreise nach Truso. Zu dieser Zeit hatten die Wikinger, vor allem Dänen und Norweger, fast ganz England erobert.
Truso lag verkehrsgünstig an einem Handelsweg, welcher von Birka im Norden über Visby auf der Insel Gotland in der Ostsee nach Truso bzw. zur späteren Hansestadt Elbing führte. Von dort aus zogen die Händler weiter bis Carnuntum an der Donau. Diese alte Bernsteinstraße führte unter Umgehung der Ostalpen bis ans Mittelmeer. Der Ost-West-Handel erfolgte von Truso entlang der Ostsee bis Jütland und weiter im Inland bis Haithabu, welches damals eines der größten Handelszentren war.
1897 wurde bei Gut Hansdorf eine große Fläche mit archäologischen Funden entdeckt, in den 1920er Jahren wurden Ausgrabungen unternommen. Ebenso fand man ein großes Gräberfeld bei Elbing. Die Funde kamen in das Elbinger Museum. Weitere Grabungen konnten wegen des Krieges nicht fortgeführt werden.
Mehrere Orte in der Umgegend Elbings bezeugten den Namen, wie Neuendorf, welches bis Anfang des 15. Jahrhunderts Deutsch-Drusen hieß, sowie Drusenhof zwischen Elbing und Preußisch Holland.
1945 kam das Gebiet unter polnische Verwaltung. Wiederaufgenommene Ausgrabungen der 1990er Jahre haben gezeigt, dass Truso wie andere Handelsorte einen multiethnischen Charakter hatte und Waren der Prußen (in lateinischen Quellen Aestii Gotisch Aesti genannt), Skandinavier, Slawen und Friesen ausgetauscht und in Werkstätten Artikel hergestellt wurden.
Die Fläche Trusos beträgt etwa 20 Hektar mit zweierlei Gebäudetypen von 5 × 10 Metern bzw. etwa 6 × 21 Metern (Langhäuser). Die Bedeutung Trusos, die vorher mit der Haithabus vergleichbar war, nahm im 10. Jahrhundert ab. Eine dicke Brandschicht und Pfeilspitzen verweisen auf Brände und Kriege, wahrscheinlich aufgrund politischer Veränderungen im Land der ersten Piasten-Dynastie. Mit der Zeit wurde die Rolle von Truso von Danzig übernommen, das in der zweiten Hälfte des 10. Jahrhunderts gegründet wurde.
Die Namensbedeutung des preußischen Handelsortes Truso geht vermutlich auf die idg. Wurzel „dreu-/ dru-“: ablaufen, eilen zurück; andererseits kann man in Altsächsisch, wie in Mittelenglisch trussen, English truss, erkennen, das so viel bedeutet wie zusammenbündeln, umschließen, also ein Handels-Wohnstätte, und in der Lautverschiebung wie Duer zu Tür, Tor, Düringer zu Thüringer. Möglich ist ebenfalls eine Ableitung aus prußisch „truszas, tružas“: Schilf, Rohr.